# LK-99
LK-99 (din cercetarea Lee-Kim 1999), este un potențial supraconductor la temperatura camerei cu un aspect gri-negru.:8 Se spune că are o structură hexagonală care este ușor modificată din plumb ‒ apatită prin adăugarea unor cantități mici de cupru. Echipa de la Universitatea din Coreea, condusă de Sukbae Lee (이석배) și Ji-Hoon Kim (김지훈), a recunoscut pentru prima dată acest material ca o anomalie în 1999.:1 Conform afirmațiilor lor, LK-99 acționează ca un supraconductor la temperaturi sub 400 K (127 °C; 260 °F) și la presiunea ambiantă.:1
Începând cu data de 5 august 2023, comunitatea științifică nu a reușit validarea supraconductivității LK-99 la nicio temperatură prin procese revizuite de colegi sau prin replicarea independentă de către alte grupuri de cercetare. A existat un raport de rezistență zero observată la 110 K (-163 ℃, -261 ℉) de către o echipă de la Universitatea de Sud-Est, China. Cu toate acestea, absența unei tranziții de fază bine definite, absența efectului Meissner (o caracteristică definitorie a supraconductorilor) și condițiile unice în care au fost obținute aceste rezultate au ridicat îndoieli cu privire la validitatea revendicării. Mai multe alte echipe de cercetare independente încearcă în prezent să reproducă munca echipei sud-coreene. Rezultatele sunt așteptate în august 2023, deoarece se spune că procesul de producere a materialului este simplu.
Studiile inițiale care anunță descoperirea LK-99 au fost încărcate în depozitul cu acces deschis publicului larg de preprinturi electronice, arXiv. Au existat declarații făcute de Lee, susținând că lucrările pretipărite încărcate erau incomplete și coautorul Hyun-Tak Kim (김현탁) a precizat că una dintre hârtii conținea defecte. 

## Proprietăți chimice și structură
Compoziția chimică a LK-99 este de aproximativ Pb9Cu(PO4)6O astfel încât - în comparație cu plumb-apatita pură (Pb10(PO4)6O):5 - aproximativ un sfert din ionii de Pb(II) din poziția 2 a structurii apatitei sunt înlocuiți cu ioni de Cu(II).:9
Structura este similară cu cea a apatitei, grupa spațială P63/m (nr. 176).

### Sinteză
Lee et. al. furnizează o metodă pentru sinteza chimică a materialului LK-99:2 prin producerea de Lanarkite dintr-un amestec molar 1:1 de pulberi de oxid de plumb(II) (PbO) și sulfat de plumb(II) (Pb(SO4)), apoi încălzire la 725 °C (998 K; 1.337 °F) timp de 24 de ore:
PbO + Pb(SO4) → Pb2(SO4)O
În plus, fosfura de cupru (I) (Cu3P) a fost produsă prin amestecarea pulberilor de cupru (Cu) și fosfor (P) într-un raport molar de 3:1 într-un tub sigilat sub vid și încălzit la 550 °C (823 K; 1.022 °F). timp de 48 de ore::3
3 Cu + P → Cu3P
Cristale de lanarkit și fosfură de cupru au fost măcinate într-o pulbere, plasate într-un tub sigilat sub vid și încălzite la 925 °C (1.198 K; 1.697 °F) pentru între 5-20 ore::3
Pb2(SO4)O + Cu3P → Pb10-xCux(PO4)6O + S (g), unde (0,9 < x < 1,1)
Reacția de mai sus nu este echilibrată. O lucrare de Kapil Kumar et al. a raportat prezența lui, de asemenea. O reacție echilibrată poate fi:
5 Pb2(SO4)O + Cu3P → Pb10-xCux(PO4)6O + 5 Cu2S+ Pb + 7 Cu

## Proprietăți fizice

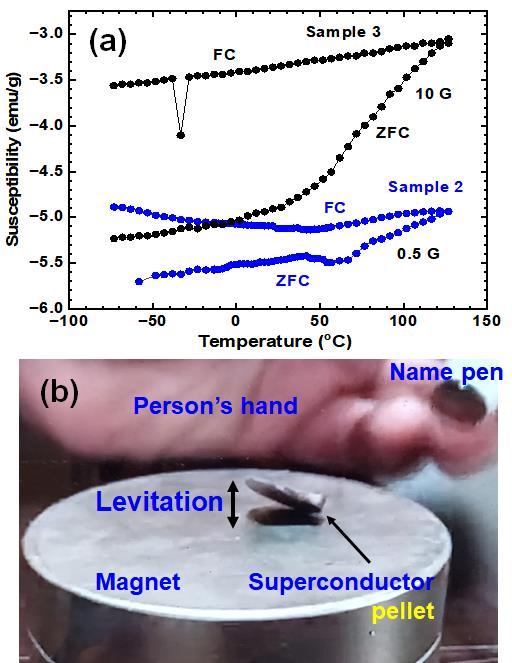
(a) Măsurători de susceptibilitate diamagnetică a LK-99, (b) eșantion de LK-99 care levita parțial peste magnetul mare

Se presupune faptul că materialul este un supraconductor la temperatura camerei.:1Articolele publicate inițial nu pretind că au văzut caracteristici definitive de supraconductivitate, rezistență zero și efectul Meissner, dar arată că materialul prezintă proprietăți diamagnetice puternice, inclusiv un videoclip cu o probă a materialului care levita parțial deasupra unui magnet mare, care este corelat cu supraconductivitate.
Deoarece multe materiale pot părea în mod fals potențiali candidați pentru supraconductivitate la temperatură înaltă , pe lângă un mod de rezistență zero și un efect Meissner clar, cercetătorii demonstrează, în general, și alte proprietăți așteptate, cum ar fi fixarea fluxului, susceptibilitatea magnetică AC, Efectul Josephson, un câmp critic și curent dependent de temperatură sau un salt brusc al căldurii specifice în jurul temperaturii critice. Începând cu 1 august, niciuna dintre acestea nu a fost observată de experimentul original sau de încercări de replici.

### Mecanismul propus pentru supraconductivitate
Înlocuirea parțială a ionilor de Pb 2+ (măsurând 133 picometrii) cu ioni de Cu 2+ (măsurând 87 picometrii) presupune că provoacă o reducere de 0,48% a volumului, creând stres intern în interiorul materialului.:8 Se pretinde că stresul intern provoacă un puț cuantic de heterojuncție între Pb(1) și oxigen din fosfat ([PO4]3−) generând un puț cuantic de supraconductor (SQW).:10
Lee et al. pretinde că LK-99 prezintă un răspuns la un câmp magnetic (potențial din cauza efectului Meissner) atunci când depunerea chimică în vapori este utilizată pentru a aplica LK-99 pe o probă de cupru nemagnetică.:4 Apatita de plumb pur este un izolator, dar Lee et al. susțin că, cuprul dopat - plumb-apatit care formează LK-99 este un supraconductor sau, la temperaturi mai ridicate, un metal.:5 Ei nu pretind că au observat vreo schimbare a comportamentului la o temperatură de tranziție.
Mecanismele lucrării s-au bazat pe o lucrare din 2021 a lui Hyun-Tak Kim, care descrie o nouă teorie „BR⁠(d)-BCS” a supraconductivității, care combină o teorie clasică a tranzițiilor metal-izolator cu teoria standard Bardeen-Cooper-Schrieffer a supraconductivitate. Ei folosesc, de asemenea, idei din teoria supraconductivității găurilor de J.E.Hirsch⁠(d), o altă lucrare controversată.
În data de 31 iulie 2023, Sinéad Griffin⁠(d) de la Lawrence Berkeley National Laboratory a analizat LK-99 cu teoria funcțională a densității (DFT) cu Vienna Ab initio Simulation Package, arătând că structura sa ar fi corelat benzi plate izolate, una dintre semnăturile de tranziție înaltă. -supraconductori de temperatură. La 1 august 2023, două grupuri independente suplimentare au publicat analize ale LK-99 cu teoria funcțională a densității. Si și Held au găsit benzi plate similare și au presupus că LK-99 este un izolator Mott sau de transfer de sarcină, că dopajul de electroni sau găuri este necesar pentru a-l face (super)conductor.

## Numele compusului
Numele LK-99 provine de la inițialele descoperitorilor Sukbae Lee și Ji-Hoon Kim și anul descoperirii (1999). Cei doi au lucrat inițial cu Tong-Shik Choi (최동식) la Universitatea din Coreea în anii 1990.
În 2008, cercetătorii de la Universitatea din Coreea au fondat Centrul de Cercetare a Energiei Cuantice (퀀텀 에너지연구소; cunoscut și sub numele de Q-Centre). Lee va deveni mai târziu CEO al Q-Centre, iar Kim va deveni director de cercetare și dezvoltare (R&D) la Q-Centre .

## Istoricul publicațiilor
Lee a declarat că în 2020, o lucrare inițială a fost depusă la Nature, dar a fost respinsă. Cercetări prezentate în mod similar asupra supraconductorilor la temperatura camerei (dar un sistem chimic total diferit) de către Ranga P. Dias⁠(d) au fost publicate în Nature la începutul aceluiași an și primite cu scepticism — lucrarea lui Dias urma să fie retrasă ulterior în 2022, după datele sale. a fost chestionat ca fiind falsificat.
În 2020, Lee și Ji-Hoon Kim au depus o cerere de brevet. În 2021 a fost depusă o a doua cerere de brevet (în care figurează în plus Young-Wan Kwon), care a fost publicată la 3 martie 2023. Un brevet OMPI a fost de asemenea publicat la 2 martie 2023. La 4 aprilie 2023, Q-Centre a depus o cerere de marcă coreeană pentru „LK-99”.
În februarie 2023, Q-Centre a publicat un videoclip pe YouTube în care susținea că arată proprietățile magnetice ale unui strat subțire de LK-99 depus termic pe o placă de cupru.

### Articole academice și preprinturi
O serie de publicații academice care rezumă constatările inițiale a apărut în 2023, cu un total de șapte autori în patru publicații.
La 31 martie 2023, o lucrare în limba coreeană, „Considerare pentru dezvoltarea supraconductorului de presiune ambientală la temperatura camerei (LK-99)”, a fost trimisă la Jurnalul coreean de creștere a cristalelor și tehnologiei cristalului. A fost acceptat pe 18 aprilie, dar nu a fost citit pe scară largă decât trei luni mai târziu.
La 22 iulie 2023, pe arXiv au apărut două preprinturi. Primul a fost prezentat de Young-Wan Kwon și l-a enumerat pe Kwon, fost CTO Q-Centre, ca al treilea autor. A doua preprint a fost trimisă de Hyun-Tak Kim și l-a enumerat pe Kim, fost cercetător principal la Electronics & Telecommunications Research Institute și profesor la College of William & Mary, ca al treilea autor, precum și trei noi autori. La 23 iulie, constatările au fost, de asemenea, transmise APL Materials pentru evaluare inter pares.
La 28 iulie 2023, Kwon a prezentat concluziile la un simpozion organizat la Universitatea din Coreea. În aceeași zi, agenția de știri Yonhap a publicat un articol în care un oficial de la Universitatea din Coreea spunea că Kwon nu mai era în contact cu Universitatea. Articolul l-a citat și pe Lee spunând că Kwon a părăsit Institutul de Cercetare Q-Centre cu patru luni în urmă; că lucrările academice despre LK-99 nu erau terminate și conțineau multe defecte; și că lucrările fuseseră încărcate pe arXiv fără permisiunea celorlalți autori.
La 31 iulie 2023, un grup condus de Kapil Kumar a publicat un preprint pe arXiv care documentează încercările lor de replicare, care a confirmat structura utilizând cristalografie cu raze X (XRD), dar nu a reușit să găsească diamagnetismul sau levitația.
La 1 august 2023, un reprezentant al Q-Centre a declarat pentru SBS News că mostrele originale la care se face referire în ziar vor fi eliberate în lume pentru verificare în curând. 
La 3 august 2023, Comitetul coreean de verificare LK-99 a solicitat un eșantion de înaltă calitate de la echipa de cercetare inițială. Cu toate acestea, echipa a răspuns că va furniza eșantionul numai odată ce procesul de revizuire a lucrării lor, potențial trimis la APL Materials, este finalizat. Acest proces este de așteptat să dureze câteva săptămâni sau luni.
În aceeași zi, Hyun-Tak Kim, unul dintre cei 6 autorii a lucrării din 22 iulie arXiv - LK-99, a oferit New York Times un nou videoclip care arată probabil un eșantion care prezintă semne puternice de diamagnetism. Videoclipul pare să arate un eșantion diferit de cel din pretipărirea originală, sugerând capacitatea grupului de a-și reproduce mostrele.
La 4 august 2023, Hyun-Tak Kim a informat SBS News că probele de înaltă calitate LK-99 pot prezenta un diamagnetism de 5.450 de ori mai mare decât grafitul, în timp ce mostrele de calitate scăzută pot demonstra un efect de până la 23 de ori mai puternic. Mai mult, el a susținut că diamagnetismul lui LK-99 este inexplicabil decât dacă substanța este un supraconductor, ipoteză propusă și într-o lucrare teoretică despre LK-99 de către TU Wien și Universitatea de Nord-Vest.

## Raspunsuri
Oamenii de știință a materialelor și cercetătorii în supraconductori au răspuns cu scepticism. Supraconductorii cu cea mai mare temperatură cunoscuți la momentul publicării aveau o temperatură critică de 250 K (−23 °C; −10 °F) la presiuni de peste 170 gigapascali (1.680.000 atm; 24.700.000 psi). Supraconductorii cu cea mai mare temperatură la presiunea atmosferică (1 atm) au avut o temperatură critică de cel mult 150 K (−123 °C) .
La data de 2 august 2023, Societatea Coreeană de Superconductivitate și Criogenie a înființat un comitet de verificare ca răspuns la controversa și afirmațiile neverificate ale LK-99, pentru a ajunge la concluzii cu privire la aceste afirmații. Comitetul de verificare este condus de Kim Chang-Young de la Universitatea Națională din Seul și este format din membri ai universității, ai Universității Sungkyunkwan și ai Universității de Știință și Tehnologie Pohang. La formare, comitetul de verificare nu a fost de acord că cele două lucrări arXiv din 22 iulie ale lui Lee et al. sau videoclipurile disponibile public la acea vreme susțineau afirmația că LK-99 este un supraconductor.
La data de 4 august 2023, propietățile măsurate nu au putut demonstra faptul că LK-99 este un superconductor deoarece materialele publicate nu explică în totalitate cum magnetismul LK-99 se poate modifica, nu demonstreaza capacitatatea termica specifica si nici schimbarea tranzitiei acestuia odata cu temperatura. O explicatie alternativa pentru levitatia magnetica a LK-99 se bazeaza doar pe baza diagmagnetismul non-supraconductiv.

### Răspunsul publicului
Afirmațiile unui supraconductor la temperatura camerei în lucrările din 22 iulie ale lui Lee et al. a devenit viral pe platformele de socializare săptămâna următoare, inclusiv Twitter și Reddit. Natura virală a afirmației a dus la postări de la utilizatori care foloseau pseudonime din Rusia și China care pretindeau că au replicat LK-99 atât pe Twitter, cât și pe Zhihu⁠(d). Alte afirmații au venit din videoclipuri virale⁠(d) care s-au descris ca având mostre replicate de LK-99 în levitație. În ciuda interesului comentatorilor, oamenii de știință intervievați de presă au rămas sceptici. Motivele invocate pentru scepticism au inclus probleme cu Lee et al. lucrări pretipărite din data de 22 iulie, lipsa de puritate în eșantion raportată de Lee și colab. și eșecul afirmațiilor anterioare privind supraconductibilitatea la temperatura camerei de a demonstra legitimitatea. Societatea coreeană de supraconductivitate și criogenie și-a exprimat îngrijorarea cu privire la impactul social și economic al cercetării LK-99, deoarece nu a fost verificată și nici revizuită de colegi.
Un videoclip de la Universitatea de Știință și Tehnologie Huazhong, încărcat la 1 august 2023 de un cercetător postdoctoral din echipa lui Chang Haixin, a arătat aparent un eșantion de dimensiuni micrometrice de LK-99 care levita, care a devenit viral pe rețelele sociale chineze. Adunând milioane de vizualizări, a devenit al doilea cel mai vizionat videoclip de pe Bilibili⁠(d) a doua zi. Pe 3 august, a devenit cel mai vizionat videoclip de pe Bilibili, cu 9 milioane de vizualizări. Un cercetător de la Academia Chineză de Științe a refuzat să comenteze videoclipul pentru presă, respingând afirmația ca fiind „ridicolă”. Emoția publicului a crescut după ce videoclipul și-a făcut drum pe rețelele de socializare occidentale, o piață de predicții punând pentru scurt timp șansa de replicare cu succes la 60%. Pe măsură ce subiectul LK-99 a avut tendințe pe Twitter zile întregi la începutul lunii august, utilizatorii au început să creeze meme despre „roci plutitoare” și au sugerat stocuri de suport pentru supraconductori. S-a raportat concomitent în presă că studiul a provocat o creștere a stocurilor tehnologice coreene și chineze, în ciuda avertismentelor de la bursa coreeană împotriva pariurilor speculative în lumina entuziasmului din jurul LK-99.

## Încercări de replicare
La data de 5 august 2023, experimentul nu a fost replicat cu succes, în pofida experimentului inițial fiind realizat din 2020. Nici o alta replică a încercarilor nu a fost verifată de alti colegi. Dupa publicările din iulie 2023, grupuri independente au raportat faptul că au început reproducerea sintezei, asteptând rezultate inițiale începând cu următoarea saptămână. Rezultate pozitive ar putea veni foarte rapid, dar rezultatele negative sunt încete din cauza faptului că: "falsificarea necesită verificarea tuturor posibilităților, iar asta necesită mult timp."
Primele încercări care au publicat rezultatele nu au observat levitația sau diamagnetismul, iar mostrele lor au avut rezistivitate ridicată. Niciunul nu a publicat teste de fixare a fluxului sau capacitatea de căldură specifică .
Eforturile timpurii de replicare au câștigat vizibilitate globală, cu ajutorul instrumentelor de urmărire a replicare online care catalogau noi anunțuri și actualizări de stare. Unii cercetători au lansat scurte imagini teaser sau videoclipuri înainte de a publica orice rezultate, care au primit o atenție deosebită a publicului. La 1 august 2023, o echipă de la Universitatea de Știință și Tehnologie Huazhong din China a raportat că a produs fulgi minusculi care au arătat levitație diamagnetică, la a doua încercare.
La 2 august 2023, o echipă din jurul lui Sun Yue de la Universitatea de Sud-Est a susținut că a măsurat rezistența zero într-un fulg de LK-99 până la o temperatură de 110 K (−163 °C; −262 °F). Îndoielile au fost exprimate de experți în domeniu. Criticile au inclus că rezultatele au avut ceea ce părea un artefact mare de măsurare, nu au arătat căderea așteptată la rezistența zero, au fost destul de zgomotoase și instrumentele utilizate nu au putut măsura rezistența sub 10 µΩ, care este mare pentru măsurătorile supraconductoarelor.
Pe 5 august 2023, pe platforma video chineză Bilibili⁠(d) a apărut un videoclip care pretindea că arată un eșantion de LK-99 în plină levitație, un fenomen numit și Flux-Pinning. Videoclipul a fost produs probabil de Zhang Xiang, cercetător la Universitatea de Știință și Tehnologie din Wuhan.

### Studii teoretice
În lucrările inițiale, explicațiile teoretice pentru mecanismele potențiale de supraconductivitate în LK-99 au fost incomplete. Analizele ulterioare efectuate de alte laboratoare au adăugat simulări suplimentare și evaluări teoretice ale proprietăților electronice ale materialului din primele principii.
| grup                                                               | Țară           | Rezultat | Note de publicare                                 |
| ------------------------------------------------------------------ | -------------- | --- | ------------------------------------------------- |
| Academia Chineză de Științe (SYNL)                                 | China          | Studiul de prim-principii al structurii electronice a LK-99 și a altor variante. Nu își exprimă o opinie cu privire la supraconductibilitatea la temperatura camerei, dar sugerează că apatita de plumb dopată cu aur poate avea efecte mai puternice.       | arXiv: Junwen Lai, et al. Mențiuni media:         |
| Laboratorul Național Lawrence Berkeley                             | USA            | Analiza DFT pe o structură 3D simplificată explorează o posibilă structură electronică care ar putea fi favorabilă pentru supraconductivitate, sugerează o constantă ușor scăzută a rețelei.                                                                 | arXiv: Sinéad Griffin⁠(d) Analiză: Mențiuni media: |
| Universitatea de Nord-Vest și TU Wien                              | China, Austria | Rezultate similare din analiza DFT. Supraconductivitatea ar putea fi posibilă, dar numai atunci când LK-99 este dopat, iar acel diamagnetism fără supraconductivitate este puțin probabil.                                                                   | arXiv: Liang Si & Karsten Held                    |
| CU Boulder, National Renewable Energy Laboratory și King's College | USA, UK        | Rezultate similare din analiza DFT. Conjecturile că această clasă de material (interacțiunea slabă a cupru-oxigen, în timp ce minimizează hibridizarea) arată promițătoare pentru supraconductivitate la temperaturi înalte, indiferent de realizarea LK-99. | arXiv: Rafal Kurleto, et al.                      |
| Institutul de Științe Matematice, Chennai și IIT Madras⁠(d)         | India          | Teoretizează un mecanism de supraconductivitate în LK-99, în care lanțurile de cupru din LK-99 acționează ca un izolator Mott și interacționează cu elementele izolatoare din jur.                                                                           | arXiv: G. Baskaran⁠(d)                             |
| Universitatea din California, Irvine și Universitatea din Toronto  | USA, Canada    | Este propus un model minim de legare strânsă care reproduce principalele caracteristici ale benzilor plate din LK-99 și informează o discuție asupra simetriei unui parametru presupus de ordine supraconductivă.                                            | arXiv: Omid Tavakol și Thomas Scaffidi            |
| Universitatea din Chile                                            | Chile          | Analiza DFT, găsirea unui cuplaj mare electron-fonon în benzile plate. | arXiv: J. Cabezas-Escares, et al.                 |